# Odontophora polynesiae
Odontophora polynesiae is een rondwormensoort uit de familie van de Axonolaimidae.